# Cymophorus monticola
Cymophorus monticola är en skalbaggsart som beskrevs av Hermann Julius Kolbe 1892. Cymophorus monticola ingår i släktet Cymophorus och familjen Cetoniidae. Inga underarter finns listade i Catalogue of Life.